# Dekanat Domaradz
Dekanat Domaradz − jeden z dekanatów archidiecezji przemyskiej, w archiprezbiteratu sanockiego.

## Historia
8 maja 2003 roku dekretem abpa Józefa Michalika został utworzony dekanat Domaradz. W skład nowego dekanatu weszły parafie z wydzielonego terytorium dekanatu brzozowskiego: Domaradz, Barycz, Blizne, Golcowa, Jasienica Rosielna, Orzechówka.
Dziekanem jest ks. Tadeusz Pikor.

## Parafie
- Barycz – pw. św. Józefa
- Blizne – pw. Wszystkich Świętych
- Domaradz – pw. św. Mikołaja Biskupa
  - Domaradz-Góra – kościół filialny pw. Miłosierdzia Bożego
  - Domaradz-Zatyle – kościół filialny pw. Niepokalanego Serca Najświętszej Maryi Panny
- Golcowa – pw. św. Barbary
  - Golcowa – kościół filialny pw. Najświętszego Serca Pana Jezusa
- Jasienica Rosielna – pw. Niepokalanego Poczęcia NMP
  - Wola Jasienicka – kościół filialny pw. św. Stanisława Kostki
- Orzechówka – pw. św. Rodziny